# Бандитский Петербург. Фильм 3. Крах Антибиотика
«Бандитский Петербург. Фильм 3. Крах Антибиотика» — российский мини-сериал 2001 года по мотивам романов Андрея Константинова «Сочинитель» и «Выдумщик». Премьера состоялась 29 сентября 2001 года на ТВ-6.

## Главные роли
- Лев Борисов — Виктор Павлович Говоров («Антибиотик»), криминальный авторитет, вор в законе (1—8 серии; арестован в конце 8-й серии)
- Александр Домогаров — журналист Андрей Викторович Обнорский (Серёгин); 1—8 серии)
- Евгений Сидихин — начальник 15-го отдела РУОП, майор (с конца 8 серии подполковник) Никита Никитич Кудасов (1—5, 7—8 серии)

### Роли второго плана
- Лев Дуров — Василий Михайлович Кораблёв, киллер (2—5 серии; убит в 5-й серии Хрящом)
- Николай Рудик — «Череп», начальник службы безопасности Антибиотика, (3—4, 7—8 серии; убит в 8-й серии Серёгиным)
- Андрей Толубеев — заместитель начальника РУОП, полковник милиции Геннадий Петрович Ващанов (1—2, 5—7 серии; арестован сотрудниками МБ)
- Василий Реутов — оперуполномоченный 15-го отдела РУОП Виктор Анатольевич Савельев (1—5, 7—8 серии)
- Юрий Тарасов — Вадим Романович Резаков, старший лейтенант милиции, оперуполномоченный 15-го отдела РУОП (1—5, 7—8 серии)
- Олег Андреев — оперуполномоченный РУОП (1, 3—4, 7—8 серии)
- Ольга Понизова — Дарья, актриса, любовница Кудасова (1 серия)
- Ксения Раппопорт — Рахиль Даллет (Светлана Игоревна Воронцова), подруга Екатерины Званцевой (2—6 серии)
- Борис Бирман — Александр Михайлович Мальцев (Саша «Солдат»), лидер ОПГ (3—4, 7 серии)
- Виктор Смирнов — генеральный директор фирмы «ТКК ЛТД» Дмитрий Максимович Бурцев (5—7 серии) (убит в 7-й серии киллером «Бесом»)
- Владимир Татосов — Моисей Гутман (6 серия)
- Рудольф Фурманов — Григорий Анатольевич Некрасов («Плейшнер»), подручный «Антибиотика» (5—7 серии) (убит в 7-й серии людьми Бурцева в масках)
- Игорь Григорьев — Константин Алексеевич Олафсон, предариниматель из Швеции (5—7 серии)
- Александр Чабан — майор Министерства безопасности Аркадий Сергеевич Назаров (5—8 серии; в 8-й серии застрелился)
- Николай Устинов — Валерий Станиславович Ледогоров (Валера Бабуин), бандит (1, 3, 7, 8 серии)
- Малькольм Дикселиус — журналист из Швеции Ларс Тингсон (1—6 серии)
- Валерий Кухарешин — заместитель начальника РУОП, подполковник милиции Серафим Данилович Лейкин (4 серия)
- Сергей Требесов — «Хрящ», киллер (в 5-й серии убит сообщником)
- Павел Бадыров — Павел, телохранитель «Антибиотика» (3—8 серии) (арестован в 8-й серии)
- Станислав Садальский — директор склада Бутов (8 серия; не указан в титрах)
- Полина Сидихина — дочь Никиты Кудасова (2 серия)
- Александр Шульга — член ОПГ «Черепа» (7—8 серии)
- Владимир Летенков — оперуполномоченный, погибший на Варшавском вокзале в 1983 году, в воспоминаниях Кудасова и Кораблёва (3 серия)
- Сергей Пиоро — мужчина в холодильнике ресторана (2 серия) (не указан в титрах)
- Александр Болонин — профессор (2 серия)
- Евгений Чудаков — Петрович, приятель «Антибиотика» (1 серия)
- Владимир Космидайло — администратор казино «Вегас» (7 серия)
- Наталья Лыжина — Анна Кудасова, жена Кудасова (2 серия)
- Александр Иванов — Михаил, официант, осведомитель Обнорского (2 серия)
- Татьяна Полонская — официантка, подруга Михаила (2 серия)
- Александр Рязанцев — Анатолий Васильевич, следователь Министерства безопасности (2 и 6 серия)
- Вячеслав Павлов — Игорь Иванович, генерал-майор Министерства безопасности (2 и 6 серия)
- Оксана Полевикова — журналистка из Швеции Сибилла (1—6 серии)
- Виталий Гордиенко — Вячеслав, следователь прокуратуры Санкт-Петербурга (3 серия)
- Алексей Осокин — телохранитель «Антибиотика» (1—4 и 5—8 серии)
- Анатолий Ильченко — Алексей, водитель Кудасова (1—4 и 7—8 серии)
- Александр Цыбульский — Максим, сотрудник 15-го отдела РУОП (3—4 и 7—8 серии)
- Руслан Ибрагимов — Рустамов, сотрудник 15-го отдела РУОП (3—4 и 7—8 серии)
- Ольга Лалазарова — Марина, сотрудница 15-го отдела РУОП (3—4 и 7—8 серии)
- Денис Федорович — Пётр Андреевич, деловой партнер Олафсона (5—6 серии)
- Е. Скворцова — проститутка Людмила (Милка Медалистка) (5—7 серии; похищена в 7-й серии охранниками Говорова и затем убита)
- Дмитрий Готсдинер — начальник терминала, старший советник 3-го ранга Зерцалов (8 серия)
- Тихон Оськин — Бодров, лейтенант милиции, сотрудник отдела по борьбе с экономическими преступлениями (8 серия)

### Озвучивание
- Артур Ваха — Павел, телохранитель Антибиотика, бандит в маске
- Игорь Добряков — Валерий Ледогоров (Валера «Бабуин»), подполковник милиции Лейкин, некоторые эпизодические роли
- Ян Цапник — следователь прокуратуры Санкт-Петербурга Вячеслав, диктор новостей, закадровый переводчик на русский язык

## Съёмочная группа
- Автор сценария: Андрей Константинов (в титрах не указан), Илья Тилькин (в титрах не указан)
- Режиссёр: Виктор Сергеев
- Оператор-постановщик: Юрий Шайгарданов
- Художник-постановщик: Виктор Желобинский
- Композитор: Игорь Корнелюк
- Звукорежиссёр: Ася Зверева
- Монтаж: Галина Танаева
- Художник-гример:
- Продюсер: Владимир Досталь, Леонид Маркин

## Краткое содержание
1993 год. Начиная с досье, переданного Челищевым незадолго до его гибели, Серёгин собирает необходимую документацию на Говорова и договаривается с начальником 15-го отдела РУОП Никитой Кудасовым, который хочет пожизненно посадить Антибиотика. Его сотрудники ловят наёмного киллера — старика Кораблёва, которому заказали Говорова. Но выйти через него на заказчицу Кудасов не успевает, Кораблёва убивает человек «Черепа».
Тем временем журналист Обнорский находит ту самую заказчицу по имени Рахиль Даллет. У них возникают отношения, и вместе они готовят план мести Антибиотику. Через бизнесмена «Плейшнера» они втягивают Говорова в сделку одной фирмы, поставляющей «левую» водку. На Антибиотика нападают неизвестные. Тот думает, что это — «беспредельщики» из фирмы. Люди Антибиотика убивают директора фирмы Бурцева. Виктор Савельев, сотрудник 15-го отдела РУОП, ловит убийцу.
Андрей звонит Кудасову и просит о встрече. В тот же день его похищают люди Черепа. Тем временем сотрудники РУОП находят на складе водку и берут у начальника склада показания. Кудасов, не увидев на условленном месте Андрея, понимает, что с ним что-то случилось. Он приходит на квартиру, из которой Обнорский и Даллет следили за Кораблёвым и находит все бумаги на Антибиотика. Таким образом у него есть все основания задержать неуловимого Говорова и его подручного Черепа. Андрея тем временем жестоко избивают в гараже, Говоров велит убить журналиста. Серёгин тем временем убивает Черепа из его же пистолета. Кудасов задерживает Антибиотика и всю его мафию. Майор становится подполковником, а Серёгин лечится.

## 1-я серия
Ноябрь 1993 года. Никите Кудасову, возглавляющему особый 15-й отдел по разработке преступных авторитетов регионального управления по организованной преступности (РУОП), то и дело приходится преодолевать странную инертность начальства, как только дело доходит до воротил преступного мира. Возникают проблемы с делом уголовного авторитета Мухина («Мухи»), недавно заключённого в «Кресты». «Антибиотик» использует все средства, чтобы вытащить из тюрьмы так необходимого ему бандита. Подборку документов на этого персонажа Кудасов получил от журналиста Андрея Серёгина вместе с просьбой подключить его к разработке деятельности «Антибиотика». Андрей сообщил Кудасову, что был и второй экземпляр досье, но его забрал шеф Кудасова — полковник Ващанов, работающий на «Антибиотика», на что Обнорский прямо указывает Кудасову.
Из Москвы приезжает Даша — любовница Никиты. Она сообщает Кудасову, что получила предложение сниматься в главной роли в фильме, деньги на съёмки которого мог бы дать Мухин. Никита пытается убедить Дашу, что Мухин — бандит, и его друзья пытаются использовать её для угрозы на любимого человека.

## 2-я серия
На дачу к одинокому пенсионеру Кораблёву приходит женщина, представившаяся знакомой его погибшего друга Вадима Гончарова, и передала задание от покойного: убить главаря питерской мафии Виктора Павловича Говорова — «Антибиотика», по вине которого погибли адвокаты Сергей Челищев и Олег Званцев, чьи фотографии оказались в предъявленном женщиной медальоне. Кораблёв принимает предложение.
Жене Кудасова присылают компромат, и дело идёт к разводу. Тем временем «Антибиотик» принимает в своём загородном доме получившего звание полковника Ващанова (после того как тот помог ему в конце 2-й части разоблачить Челищева) и намекает ему, что в случае чего Ващанов может стать и генералом.
Однако Ващанов уже находится под наблюдением Министерства безопасности — его беседа с Антибиотиком прослушивается. Ващанов выезжает в Финляндию по обмену опытом. Андрей пытается доказать Кудасову, что Ващанов — человек «Антибиотика». Оперативники устанавливают, что за «Антибиотиком» ведёт слежку какой-то старик. Кудасов поручает своим помощникам — Савельеву и Резакову следить за стариком.

## 3-я серия
Кораблёв следил за «Антибиотиком», выбирая подходящее место. Наконец, он собрался осуществить убийство «клиента». Имевший привычку обедать в речном ресторанчике «Флагман», «Антибиотик» и в этот раз не стал нарушать традицию. Кораблёв облюбовал чердак напротив ресторана. Туда он и принес ружьё с оптическим прицелом, но успел сделать только один выстрел, ранив швейцара ресторана. Спецназовцы, подготовленные Кудасовым, арестовали стрелка, и «Антибиотик» понял, что на этот раз «менты» спасли ему жизнь. Присмотревшись к Кораблёву, Кудасов вспомнил, что с этим человеком он уже где-то пересекался. Это произошло на Варшавском вокзале 10 годами ранее. Тогда Кораблёв толкнул под поезд одного из оперативников. В тот день люди «Антибиотика» собирались убить и Кораблёва, но тому чудом удалось спастись. Допрашивая Кораблёва, Кудасов установил, что действовал Кораблёв тогда по заданию того же «Антибиотика», которого и в глаза не видел.
Андрей сводит шведскую съёмочную группу с преступной группировкой, главарь которой является его знакомым. Шведы берут у бандитской группировки интервью и снимают для своего фильма специально разыгранную ими «разборку». Антибиотик горит желанием узнать, кто его «заказал», и для этого ему нужен живой Кораблёв. «Антибиотик» поручает «Черепу» вырвать убийцу из рук милиции и доставить к нему.

## 4-я серия
Кораблев соглашается выдать Кудасову женщину, «заказавшую» «Антибиотика». По плану это должно произойти во время её очередной встречи с Кораблевым. От Кудасова об этой операции узнает Андрей Серёгин. Между тем Андрей жаждет знакомства с таинственной израильтянкой, поселившейся в одном из отелей. Там он рассказывает ей историю про Сергея Челищева, Олега Званцева и Катю Званцеву. Он ошибочно думает, что Рахиль и есть Катя, которая на самом деле является её подругой. Антибиотик узнает о месте и времени операции спецслужб и даёт распоряжение посадить снайпера на крышу, чтобы уничтожить Кораблева, если тот выйдет на встречу.

## 5-я серия
Снайпер «Антибиотика» убил Кораблева, потом, пытаясь скрыться, был убит сообщником, а сообщник в свою очередь, погибает при перестрелке с оперативниками. Андрей, сообразив, что спецслужбы начнут проверку близлежащих домов, велел Рахиль раздеться, разделся сам, и перед ворвавшимися оперативниками они предстали в виде любовной пары.
В записке, написанной Кораблевым перед спецоперацией, Кудасов обнаружил схему и по этой схеме на даче старика, в тайнике обнаружил коробку с деньгами, заплаченными за убийство «Антибиотика» и награды бывшего боевого офицера, которым был погибший. Никита клянётся, что во что бы то ни стало закроет Антибиотика.
Андрей прилетает в Швецию по приглашению знакомого режиссёра Ларса Тингсона, которому он помогал снимать материалы о российском криминале. В Швеции Андрея уже ждала Рахиль.

## 6-я серия
После прилета в Швецию Рахиль оставляет Андрея, который по их легенде должен «совершенно ничего не понимать по-русски» и присутствовать на своей встрече со старым знакомым и компаньоном Олафсоном, который предлагает ей провернуть выгодную сделку с «левой» водкой «Абсолют» через транспортную компанию, в которой работают отставные офицеры спецслужб, по итогам которой Рахиль должна получить огромную прибыль. Рахиль обещает подумать. У Андрея тут же рождается грандиозный план о том, как подставить «Антибиотика», втянув его в этот водоворот событий.
Андрей через знакомую проститутку «сливает» копии отгрузочных документов на водку «Плейшнеру», который, сначала даже не обратив на них никакого внимания, отдал своему бухгалтеру Гутману. У последнего тотчас родился план, точно такой же, как и задумывал Серёгин. «Плейшнер» отдаёт информацию «Антибиотику». Тот, как и задумывалось Андреем, похищает водку у компании ТКК по поддельным документам. Это стало началом столкновения между бывшими эсбешниками и бандитскими группировками. «Плейшнера» похищают.
Тем временем сотрудники МБ по наводке Серёгина и Кудасова следят за Ващановым и добывают на него компромат.

## 7-я серия
Похитив «Плейшнера», люди в масках начинают его допрашивать, пытаясь узнать, кто украл груз. В ходе допроса «с пристрастием» «Плейшнер» погибает. Ващанов арестован спецслужбами и взят под стражу, и это очень волнует «Антибиотика».
Олафсон сообщил майору Аркадию Назарову, связавшему его с фирмой ТКК ЛТД, что беседу с Рахиль Даллет он вёл в присутствии человека, о котором Даллет сказала, что он не разговаривает по-русски. Но потом, посмотрев премьеру фильма режиссёра Ларса, Олафсон увидел, как тот же человек, называющийся российским журналистом Андреем Серёгиным, даёт интервью на чистейшем русском языке.
«Антибиотика» и «Черепа» во время езды на охоту обстреливают неизвестные. Погибают трое бандитов «Антибиотика», а «Череп» ранен в руку. Череп понимает, что человек, ремонтировавший голубую «Ниву», предупреждал по рации засаду об их приближении. На месте побывали люди Черепа и нашли использованный гранатомет «Муха» и два «калаша» с полностью отстрелянными рожками. «Череп» полагает, что это были профессионалы, обученные по программе спецназа, всё это он рассказывает Говорову. Бандиты по просьбе «Антибиотика» похищают проститутку, которую использовал Андрей Серёгин, чтобы передать информацию «Плейшнеру». Убит директор фирмы ТКК ЛТД Бурцев. Стрелок ранен и находится в больнице под контролем милиции.
Аркадий Назаров встречается с Андреем Серёгиным и говорит тому, что раскрыл всю его игру и предостерегает его. Серёгин звонит Рахиль в Швецию и обещает вылететь туда на следующий же день, после этого он звонит Кудасову и просит встретиться и поговорить, потому что он боится того, что его телефон прослушивают, затем он заезжает в казино «Вегас», где его знакомый авторитет Саша-Солдат рассказывает обо всех разборках «Антибиотика» и ТКК ЛТД, а также о том, что видел, как Андрей общался с Милкой, когда просил её передать документы её шефу. Бандиты похищают журналиста.

## 8-я серия
Оперативники находят пропавшую водку на складе некоего Бутова. При допросе Бутов сообщил, что водка принадлежит «Антибиотику».
Кудасов не дождался Серёгина на условленном месте и понял, что с тем что-то случилось. Сопоставив то, что говорил ему Серёгин, и то место, где он назначил встречу, Никита понял, что должен побывать в той квартире, в которой оперативники застали Андрея в день убийства Кораблёва. В квартире он обнаружил папку с полным досье на «Антибиотика» и со всеми документами, изобличающими бандитского главаря.
Майор министерства безопасности РФ Назаров, находясь в полной безысходности, сидел допоздна на работе. Ему позвонила дочь, сказала что они с мамой его очень любят. Наверняка он осознавал, что разоблачения не миновать. Впоследствии стало известно, что он совершил самоубийство. Кудасов готовит арест «Антибиотика» и всей его банды.
Бандиты жестоко избивают Андрея в гараже, выбив ему зубы, отбив внутренности и сломав рёбра. Вскоре приходит «Антибиотик», который приказал пытать его. Кудасов и оперативники сопоставляют факт.
Череп приходит в гараж, чтобы узнать состояние журналиста. Склонившись, чтобы проверить у журналиста пульс, Череп встречает сопротивление — Серёгин, притворяясь, что лежит без сознания, приходит в себя и с силой хватает Черепа за сломанную руку, и после короткой борьбы Череп падает на пол с криком от боли. Серёгину удаётся выхватить его пистолет и убить Черепа, прострелив ему левый глаз через затылок.
Тем временем коттедж «Антибиотика» и загородный дом Антибиотика штурмом берут спецназовцы вместе с Кудасовым и оперативниками. Вся банда Говорова арестована. Кудасов угрожает арестованному «Антибиотику» пожизненным сроком.

## Отличия от романов «Сочинитель» и «Выдумщик (Сочинитель-2)»
- В фильме Геннадий Ващанов арестован сотрудниками Министерства безопасности России, а в романе «Выдумщик» нечаянно убит майором МБ Назаровым.
- В фильме майор МБ Назаров застрелился в своем кабинете, а в романе Андрея Константинова «Выдумщик» Назаров погибает в спровоцированной им же уличной перестрелке.
- В фильме Ващанов работал в милиции вплоть до ареста, а в романе он увольняется из органов и уходит в коммерцию.
- Рахиль Даллет (Светлана Воронцова) как отдельный персонаж. В романе это всего лишь псевдоним Екатерины Званцевой, которая пыталась реализовать весь план по мести Антибиотику самостоятельно. Изначально сценаристы придерживались этой идеи и Ольга Дроздова должна была вновь исполнить роль Званцевой, но в один из съемочных дней Дроздова пострадала от укуса собаки и была вынуждена покинуть проект по состоянию здоровья. Чтобы продолжить съемки, сценаристам пришлось отойти от текста книги и написать персонажа Даллет как подругу Екатерины, которая по ее просьбе мстит Антибиотику за смерть Челищева и Олега Званцева (в романе Обнорский, не видевший Званцеву вживую, предполагает такой вариант, но он оказывается неверным). В следующем сезоне авторы сериала вновь рассчитывали привлечь Дроздову к роли Екатерины, но в этот раз она отказалась сниматься уже по собственному желанию. Поэтому в дальнейшем эту роль уже исполняла актриса Анна Самохина.

## Анахронизмы
Действие сериала происходит в конце 1993 года, но в речи персонажа Ольги Понизовой упоминается первая чеченская война, а на стенах часто можно заметить календари 2000 или 2001 гг., талон техосмотра 2001 года на 24-й Волге «деда Мазая» и машине наружного наблюдения.
В фильме все машины с новыми госномерами. Но новые, «российские» госномера на авто, начали выдавать с 1994 года. Также, в фильме появляется автомобиль «Газель», который стал производиться на заводе ГАЗ с 20 июля 1994 года. После ареста Антибиотика, вслед за ним из автозака выходит Череп, который был застрелен Серёгиным.